# مبارزه برای راهم
مبارزه برای راهم (انگلیسی: Fight For My Way; کره‌ای: 쌈 마이웨이) یک مجموعه محصول تلویزیونی کره جنوبی در سال ۲۰۱۷ با بازی پارک سو جون و کیم جی وون در کنار آن جه هونگ و سونگ ها یون است. این مجموعه از ۲۲ مه تا ۱۱ ژوئیه ۲۰۱۷، روزهای دوشنبه و سه شنبه ساعت ۲۲:۰۰ (کی‌اس‌تی) از کی‌بی‌اس۲ پخش شد.

## بازیگران

### اصلی
- پارک سو جون در نقش کو دونگ مان[۵]
- کیم جی وون در نقش چوی ئه را[۶]
- آن جه هونگ در نقش کیم جو مان[۷]
- سونگ ها یون در نقش بک سول هی[۷]

## تولید
- این مجموعه به کاگردانی لی نا جونگ (مرد بی‌گناه) و نویسندگی ایم سانگ چون (بکی برگشته) است.
- اولین جلسهٔ فیلم‌نامه خوانی در ۲۴ مارس ۲۰۱۷ در ساختمان کی‌بی‌اس در یوییدو دونگ، سئول، کره جنوبی انجام شد.[۸][۹]